# ルートヴィヒ・フォン・アイマンスベルガー
ルートヴィヒ・アルフレート・リッター・フォン・アイマンスベルガー（Ludwig Alfred Ritter von Eimannsberger, 1878年11月19日 - 1945年7月31日）は、オーストリアの軍人。「戦闘車両の戦争」を出版した。

## 第一次大戦まで
アイマンスベルガーは1878年11月19日にウィーンで生まれた。1905年、オーストリア＝ハンガリー帝国の技術軍事学校を卒業し、参謀本部に勤務する。1911年には技術軍事学校の教官となる。第一次世界大戦が勃発すると、砲兵部隊の将校として東部戦線やイタリア戦線に従軍する。1917年に中佐に昇進し、終戦を迎えた。

## 帝国崩壊から死去まで
大戦後、ウィーンの士官学校教官となり、1921年に大佐に昇進する。1922年からは陸軍省に勤務し、1929年に陸軍総監に就任、1930年に砲兵大将の階級で退役した。1934年、ドイツのハインツ・グデーリアンとオズヴァルト・ルッツの助けを得て、1934年にドイツで『戦闘車両の戦争』を出版した。この本はドイツ装甲部隊の電撃戦理論の基礎として大きな影響を与えることとなる。第二次世界大戦でも砲兵将校を務め、1943年に退役した。
1945年7月31日、インスブルックで死去する。
アイマンスベルガーの長男ルートヴィヒは有能な参謀将校で、ドイツ陸軍で大佐に昇進している。次男ロベルトもドイツ陸軍の将校となり、1943年にスターリングラードで戦死している。

## 参考サイト
- Familie Ritter von Eimannsberger